# قشلاق قوزلو
قشلاق قوزلو یک روستا در ایران است که در دهستان آزادلو واقع شده‌است. قشلاق قوزلو ۱۱۲ نفر جمعیت دارد.